# Мужская сборная Сербии по баскетболу 3×3
Мужская сборная Сербии по баскетболу 3×3 (серб. Мушка репрезентација Србије у баскету 3x3) представляет Сербию на международных соревнованиях по баскетболу 3×3. Управляющим органом является Баскетбольный союз Сербии.
По состоянию на 6 сентября 2024, мужская сборная Сербии по баскетболу 3×3 занимает 1-е место в мировом рейтинге ФИБА мужских сборных по баскетболу 3×3.

## Результаты выступлений
| Турнир                             | Золото | Серебро | Бронза | Всего |
| ---------------------------------- | ------ | ------- | ------ | ----- |
| Олимпийские игры                   | 0      | 0       | 1      | 1     |
| Чемпионат мира по баскетболу 3×3   | 6      | 1       | 0      | 7     |
| Чемпионат Европы по баскетболу 3×3 | 5      | 2       | 0      | 7     |
| Европейские игры                   | 0      | 0       | 1      | 1     |
| Средиземноморские игры             | 0      | 1       | 0      | 1     |
| Итого                              | 10     | 4       | 2      | 16    |

### Летние Олимпийские игры
| Год        | Место | Игры | Победы | Поражения | Состав команды                                                          |
| ---------- | ----- | ---- | ------ | --------- | ----------------------------------------------------------------------- |
| Токио 2020 | 3     | 9    | 8      | 1         | Душан Домович Булут, Деян Майсторович, Александар Ратков, Михайло Васич |
| Париж 2024 | 5     | 8    | 4      | 4         | Страхинья Стоячич, Деян Майсторович, Михайло Васич, Марко Бранкович     |

### Чемпионат мира по баскетболу 3x3
| Год            | Место | Игры | Победы | Поражения | Состав команды                                                      |
| -------------- | ----- | ---- | ------ | --------- | ------------------------------------------------------------------- |
| Афины 2012     | 1     | 9    | 8      | 1         | Marko Savić, Душан Домович Булут, Marko Ždero, Milan Bošković       |
| Москва 2014    | 2     | 9    | 7      | 2         | Marko Savić, Душан Домович Булут, Marko Ždero, Деян Майсторович     |
| Гуанчжоу 2016  | 1     | 7    | 7      | 0         | Marko Savić, Душан Домович Булут, Marko Ždero, Деян Майсторович     |
| Нант 2017      | 1     | 7    | 7      | 0         | Marko Savić, Душан Домович Булут, Marko Ždero, Деян Майсторович     |
| Bocaue 2018    | 1     | 7    | 7      | 0         | Marko Savić, Душан Домович Булут, Stefan Stojačić, Деян Майсторович |
| Амстердам 2019 | 4     | 7    | 4      | 3         | Marko Savić, Душан Домович Булут, Михайло Васич, Деян Майсторович   |
| Антверпен 2022 | 1     | 7    | 7      | 0         | Деян Майсторович, Марко Бранкович, Страхинья Стоячич, Михайло Васич |
| Вена 2023      | 1     | 7    | 7      | 0         | Деян Майсторович, Марко Бранкович, Страхинья Стоячич, Михайло Васич |

### Чемпионат Европы по баскетболу 3×3
| Год            | Место | Игры | Победы | Поражения | Состав команды                                                        |
| -------------- | ----- | ---- | ------ | --------- | --------------------------------------------------------------------- |
| Бухарест 2014  | 5     | 4    | 3      | 1         | Marko Savić, Душан Домович Булут, Marko Ždero, Деян Майсторович       |
| Бухарест 2016  | 2     | 5    | 4      | 1         | Marko Savić, Душан Домович Булут, Marko Ždero, Деян Майсторович       |
| Амстердам 2017 | 4     | 5    | 3      | 2         | Душан Домович Булут, Marko Savić, Деян Майсторович, Danilo Mijatović  |
| Бухарест 2018  | 1     | 5    | 5      | 0         | Marko Savić, Душан Домович Булут, Marko Ždero, Деян Майсторович       |
| Дебрецен 2019  | 1     | 5    | 5      | 0         | Danilo Mijatović, Деян Майсторович, Душан Домович Булут, Marko Savić  |
| Париж 2021     | 1     | 5    | 4      | 1         | Александар Ратков, Деян Майсторович, Михайло Васич, Miroslav Pašajlić |
| Грац 2022      | 1     | 5    | 5      | 0         | Марко Бранкович, Деян Майсторович, Страхинья Стоячич, Михайло Васич   |
| Иерусалим 2023 | 1     | 5    | 5      | 0         | Марко Бранкович, Страхинья Стоячич, Nemanja Barać, Stefan Kojić       |
| Вена 2024      | 2     | 5    | 3      | 2         | Nemanja Barać, Марко Бранкович, Stefan Kojic, Страхинья Стоячич       |

### Европейские игры
| Год         | Место | Игры | Победы | Поражения | Состав команды                                                    |
| ----------- | ----- | ---- | ------ | --------- | ----------------------------------------------------------------- |
| Баку 2015   | 3     | 7    | 6      | 1         | Marko Savić, Душан Домович Булут, Marko Ždero, Деян Майсторович   |
| Минск 2019  | 5     | 4    | 3      | 1         | Marko Dugošija, Lazar Rašić, Nikola Vuković, Marko Ždero          |
| Краков 2023 | 13    | 3    | 0      | 3         | Vuk Borovićanin, Nikola Kovačević, Marko Milaković, Đuro Dautović |

### Средиземноморские игры
| Год            | Место | Игры | Победы | Поражения | Состав команды                                                   |
| -------------- | ----- | ---- | ------ | --------- | ---------------------------------------------------------------- |
| Таррагона 2018 | 5     | 3    | 2      | 1         | Marko Milaković, Stefan Simić, Luka Stefanović, Nikola Šućov     |
| Оран 2022      | 2     | 5    | 4      | 1         | Miloš Antić, Nikola Kovačević, Stefan Momirov, Nemanja Stanković |